# EVERYDAY 絶好調!!
「EVERYDAY 絶好調!!」（エブリデイ ぜっこうちょう!!）は、℃-uteのメジャー10枚目（通算14枚目）のシングル。2009年9月16日にzetimaから発売された。

## 概要
- 初回生産限定盤はCD+DVDで、通常盤はCDのみである。また、初回生産限定盤、通常盤（初回仕様）ともイベント抽選シリアルナンバーカードが封入されている。
- センターは萩原舞。メインボーカルは矢島舞美、鈴木愛理[要出典]。
- 梅田えりかが参加するシングルとしては最後となった。
- オリコン週間ランキングでは初登場2位を記録。同デイリーランキングでは、2009年9月19日付でグループ初となる1位を獲得した。
- プロモーションビデオは、東京臨海高速鉄道りんかい線東雲駅前の日本通運東雲倉庫の屋上で撮影された[要出典]。

## 収録曲
全作詞・作曲：つんく
1. EVERYDAY 絶好調!!
編曲：大久保薫
2. 甘い罠
編曲：板垣祐介
3. EVERYDAY 絶好調!! (Instrumental)

初回生産限定盤付属DVD
1. EVERYDAY 絶好調!! (絶好調 Ver.)

## 参加ミュージシャン
EVERYDAY 絶好調!!
- キーボード&プログラミング：大久保薫
- パーカッション：飯田ヒロシ
- コーラス：CHINO

甘い罠
- プログラミング&ギター：板垣祐介
- コーラス：CHINO